# Cicero (Indiana)
Cicero es un pueblo situado en el condado de Hamilton, Indiana, Estados Unidos. Tiene una población estimada, a mediados de 2022, de 5531 habitantes.

## Geografía
La localidad está ubicada en las coordenadas 40°7′19″N 86°2′3″O / 40.12194, -86.03417. Según la Oficina del Censo, tiene una superficie total de 5.29 km², de la cual 4.22 km² corresponden a tierra firme y 1.07 km² están cubiertos de agua.

## Demografía
Según el censo de 2020, en ese momento había 5301 personas residiendo en la localidad. La densidad de población era de 1256.16 hab./km². El 94.17% de los habitantes eran blancos, el 0.60% eran afroamericanos, el 0.25% eran amerindios, el 0.23% eran asiáticos, el 0.79% eran de otras razas y el 3.96% eran de una mezcla de razas. Del total de la población, el 1.91% eran hispanos o latinos de cualquier raza.